# 癶部
癶部（はつぶ）は、漢字を部首により分類したグループの一つ。
康熙字典214部首では105番目に置かれる（5画の11番目、午集の11番目）。

## 概要
「癶」字は両足を外に向けることを意味し、その形に象る。元々の正字の字形は「𣥠」であったとされる。
足を表す止の変形である。
偏旁の意符としては足の動作に関わることを示す。
癶部はこのような偏旁を構成要素とする漢字を収める。
また「癸」のような楷書において「癶」の字形を筆画に持った漢字も収めている。

## 部首の通称
- 日本：はつがしら
- 中国：登字頭
- 韓国：필발머리부（pil bal meori bu、ひらく発の冠の部）（「発」字の上部分から）
- 英米：Radical dotted tent

## 部首字
癶
- 中古音
  - 広韻 - 北末切、末韻、入声
  - 詩韻 - 曷韻、入声
  - 三十六字母 - 幫母
- 現代音
  - 普通話 - ピンイン：bō 注音：ㄅㄛ ウェード式：po1
  - 広東語 - Jyutping:put6 イェール式:put6
- 日本語 - 音：ハツ（漢音）
- 朝鮮語 - 音：발(bal) 訓：걸을（georeul、歩く）

## 例字
- 癶
- 4:癸、7:登・發（発4）・𤼲、8:𤼵